# Powys
Powys je jedna z 22 správních oblastí Walesu, zavedených v roce 1996. Nachází se na východě země podél hranice s Anglií, nemá přístup k moři. Má rozlohu 5179 km² a žije v ní 132 976 obyvatel (rok 2011). Sídlem lokální správy je Llandrindod Wells, největšími městy jsou Newtown, Ystradgynlais a Brecon. Jeho heslem je „Powys – the paradise of Wales“/„Powys Paradwys Cymru“ (Powys, velšský ráj). Velštinu ovládá okolo třiceti procent obyvatel, většinou v západní části regionu.
Oblast se nazývá podle středověkého království Powys, které roku 1282 ovládli Angličané. V roce 1889 zde byla zřízena hrabství Montgomeryshire, Radnorshire a Brecknockshire, která byla při administrativní reformě v roce 1974 spojena do jednoho hrabství spolu s jižní částí Denbighshire. Další správní reorganizace v roce 1996 přinesla Powysu jen drobné úpravy hranic.
Většinu území zaujímá pohoří Black Mountains. Powys je plošně největší správní oblastí Walesu a má z nich nejnižší hustotu obyvatelstva. Hornatý terén neumožňuje stavbu velkých měst a rozvoj infrastruktury, díky údolím řek Severn a Wye má Powys lepší dopravní spojení do Anglie než do zbytku Walesu. Převažují farmy a malé rodinné podniky, mzdy patří k nejnižším ve Walesu. Převládá pastevectví ovcí a hovězího dobytka, pěstuje se obilí a brambory. Newtown je střediskem textilního průmyslu s muzeem místního rodáka Roberta Owena. Hlavními turistickými atrakcemi regionu jsou národní park Brecon Beacons, přehrada Lake Vyrnwy, vodopády na řece Neath, jeskyně Ogof Ffynnon Ddu a normanské hrady Powis Castle a Montgomery Castle. 